# Cmentarz żydowski w Białej
Cmentarz żydowski w Białej – kirkut w Białej, znajdujący się na zachodnim stoku wzgórza zwanego Kopcem (niem. Schwedenschanze), przy ulicy Parkowej. Zajmuje powierzchnię 0,546 ha, na której dokonano około 3 tysiące pochówków.

## Historia
Cmentarz powstał ok. 1621–1622.
Do 1914 roku należał do gminy w Białej, w latach 1914–1943 zajmował się nim kahał w Prudniku, a od 23 lutego 1943 – Zrzeszenie Żydów w Niemczech.
Cmentarz zajmuje powierzchnię 0,546 ha i posiada nieregularny układ nagrobków. Ostatni pogrzeb odbył się w 1938. Przetrwało ok. 921 stel nagrobnych (w całości i w kawałkach), słupy stanowiące fragment ogrodzenia, fundamenty domu przedpogrzebowego, fundamenty domu grabarza (powstałego w 1826 r.) oraz brama cmentarna z XVII–XVIII wieku.
W 2002 w ramach programu „Antyschematy”, młodzież polska, ukraińska i niemiecka uporządkowała obszar nekropolii.